# Sidi Slimane
Sidi Slimane (en àrab سيدي سليمان, Sīdī Slīmān; en amazic ⵙⵉⴷⵉ ⵙⵍⵉⵎⴰⵏ) és un municipi de la província de Sidi Slimane, a la regió de Rabat-Salé-Kenitra, al Marroc. Segons el cens de 2014 tenia una població total de 92.989 persones. Els municipis més pròxims són, a l'est, Sidi Kacem; al sud-est, Meknès; al sud, Khémisset; a l'oest, Sidi Yahya El Gharb i Kenitra, i, al nord, Mechra Bel Ksiri, Souk El Arbaa i Ouezzane. Al seu territori hi ha la base aèria de Sidi Slimane.

## Evolució demogràfica
| Any      | 1994   | 2004   | 2014   |
| Població | 69.645 | 78.060 | 92.989 |